# 背水一戰 (異世奇人)
《背水一戰》（英語：The Parting of the Ways）是英國科幻電視劇《異世奇人》系列1的第13集，也是本系列的最終回。劇集2005年6月18日在英國BBC One播出。本劇的編劇為拉塞爾·T·戴維斯，祖·阿亨負責執導。演員方面，除了常設的基斯杜化·艾克斯頓飾演博士和比莉·派佩飾演羅斯·泰勒外，約翰·巴洛曼扮演的傑克·夏尼斯隊長也是主角。
此集繼承上集，講述博士把被戴立克擄走的泰勒，及博士在眾人協助下擊退戴立克的經過。同時，由艾克斯頓飾演的第九任博士在這集重生為大衛·田納特所演的第十任博士，傑克則在這集後暫別《異世奇人》，直至系列3才再次出場。

## 劇情
戴立克擄走泰勒後要脅要麼殺死她，要麼放過他們。博士沒有接受，與傑克乘坐TARDIS到戴立克的太空船。眾戴立克試圖暗算博士，未能成功。來到太空船後，博士意外地發現戴立克大帝（Dalek Emperor）的身影。原來，在時間戰爭期間，戴立克大帝用其太空船把戰爭中殘餘的戴立克帶走，從而休養生息，回復元氣。同時，為增加戴立克的數目，大帝還強迫人類參加真人秀遊戲，輸掉的人則會被造成成戴立克。博士聞之，相信戴立克下一步會是大舉進攻衛星5—地球的最後一道防線，故他通過TARDIS返回衛星5佈防。
在衛星5，博士意識到可透過改組其中的組件，以釋出三角波來殺光所有戴立克。但是，博士必須盡快完成裝置。故此，泰勒留下來協助他，傑克試圖抵擋戴立克的進攻，為博士爭取時間﹔而琳達則利用電腦監視戴立克的去向。未幾，戴立克成功登陸衛星5，並在這兒進行屠殺。另一邊廂，博士騙說泰勒已成完安裝工序，並要求她進入TARDIS。然而，進入TARDIS，她立即被送回當代的倫敦。原來，儘管三角波已產生，但博士卻沒有足夠的時間為它調度。換言之，只要博士一發射三角波，包括地球和衛星5內的所有生物都會毀滅。因此，博士把泰勒送走。
回到倫敦的泰勒遇到其母積奇和男友米基，二人喜見泰勒終於回來。可是，泰勒對生死未卜的博士念念不忘，堅持要返回衛星5。為此，她試圖打開TARDIS的心，一個能協助她回到衛星5的組件。另一方面，戴立克在入侵衛星5的行動中取得大捷，他們先後殺死琳達等人，傑克也無力抵擋其攻勢而戰死。此時，衛星5只餘下博士。對面戴立克來勢洶洶的進攻，博士本打算發射三角波與他們同歸於盡。可是，最終博士還是不忍犧牲一眾地球人的生命而選擇投降。
此時，泰勒在積奇的幫助下成功打開TARDIS之心，回到衛星5，並輕而易舉的消滅所有戴立克。原來，泰勒開啟TARDIS之心時，吸取了「時間旋渦」的能量，令她變得無所匹敵。但同時，由於「時間旋渦」是一種極具破壞性的能量，這使得泰勒也會被吞食。為救泰勒，博士把她體內的「時間旋渦」轉移送自己，此舉動令第九任博士死去，並重生為第十任博士。至於傑克，他則在博士和泰勒不知情下忽然復活，獨立留在衛星5......

### 前後連接
在劇中，積奇最初不願女兒返回衛星5，但泰勒說若父親在世，他一定會支持其舉動，又說父親在離世前曾和她對話，所指的其實是〈父親節〉發生的事。 此外，博士在戴立克大帝面前自稱是「即將來臨的暴風雨」（The Oncoming Storm），這稱號首見於1992年出版的《異世奇人》衍生小說《愛與戰》，而該書的作者正是〈父親節〉的編劇保羅·康奈爾。
TARDIS在劇中出現的數個設計也在前作中提及過。比如TARDIS之心可追溯到1964年的〈毀滅邊緣〉。戴立克試圖暗算博士不遂，全因TARDIS的力場保護，這力場首見於1979年的〈世界末日因由〉。另外，傑克曾在TARDIS內開槍射殺戴立克，於1976年的〈恐懼之首〉中提到TARDIS內是無法開火的，而在2011年播出的〈同去刺殺希特拉〉中博士卻說這是騙人的。
戴立克大帝並非新版《異世奇人》的獨有角色，早在1967年的〈戴立克的劣性〉已經出現，並在〈戴立克的回憶〉最後一次登場。戴立克大帝在本集的遺言是：「我是不滅的」，而事實上他在〈戴立克的復活〉時也提過這句。同時，儘管戴立克大帝在這集被泰勒消滅，他還是在隨後播出的〈末日〉再度歸來。
泰勒在回到倫敦後發現四處寫有「惡狼」的字樣，她明白到自己就是「惡狼」，並相信這是提醒她能夠回去衛星5的信息。「惡狼」是整個系列1的故事線，這詞曾在〈借屍還魂〉、〈第五帝國〉、〈戰火孤雛〉、〈核爆城市〉及上一集出現過。同時，本身就是「惡狼」的泰勒在與博士遊歷期間不時看到「惡狼」這詞，這故事線涉及到《異世奇人》中提到的時間線，在〈眨眼〉一集中，博士就明言時間線是複雜無比的。

## 製作
編劇拉塞爾·T·戴維斯指傑克的離開是特意安排。他在《異世奇人雜誌》的訪問中表示，目的是凸顯出泰勒對博士重生的反應。事實上，傑克並沒有真正的離開，他在隨後擔當《火炬木小組》的主角時還參與了《異世奇人》系列3和4的演出。此外，戴維斯還向雜誌透露他們曾拍攝一個假的結局，並打算分發給傳媒，以免博士重生的劇情過早曝光，但這方案最後在艾克斯頓的反對下而摒棄。同時，雖然戴維斯也認為真正的結局比較出色，但他相信這個假結局可放在DVD中。執行製作人茱莉·加德納和比莉·派佩在DVD的製作特輯中討論到此假結局，前者指該結局不可能在DVD中出現。值得一提的，雖然在劇中第十任博士和泰勒有面對面說話的情節，但事實上二人並沒有同台演出。大衛·田納特在2005年4月21日拍攝這幕，此時，派佩已完成其拍攝工作。為了使田納特在畫面看起來像與泰勒對望，劇組在田納特的對面貼上膠紙。
艾克斯頓在完成本集後辭演，BBC也在3月30日確定這點，指他不想再出演同一角色 。及後，電視台稱他們在未有咨詢艾克斯頓下就安排他繼續參演下個系列，並以就此道歉。在2010年，艾克斯頓在接受訪問時再次談及辭演一事。他否認不想再次扮演博士，又指離開是工作環境不愉快。隨後，他更明言是和「某些高級人員」合不來所致。BBC在得悉艾克斯頓辭演後選出田納特作為新一任的博士，這是戴維斯和加德納看過田納特在《浪蕩公子》演出以後作出的決定。起初，田納特以為出演博士一角是個戲言。然而，當他確認此事後即同意參演。

## 反響和發佈
〈背水一戰〉2005年6月18日在英國BBC One首播。劇集播出後，收視報告指英國當晚有620萬人通過電視收看這集，收視率是42%，也是當晚的收視冠軍。在隨後發佈的統計更指，這集觀看人數為691萬人。
這集同時取得正面的評價。《SFX》在10分為滿分下給〈玩串真人Show〉／〈背水一戰〉合集9分，稱這是系列1中最出色之作，尤其是劇中的高潮位。但美中不足的是博士被戴立克包圍後，泰勒忽然出現的天外救星（deus ex machina）令故事變得略為失色。阿拉斯代爾在以科幻為主題的網誌《io9》讚揚合集有「瘋狂的能量」，但認為戴立克的計劃「令人費解」、「不可行」 。雖然如此，他在2010年還是選出這集為第九任博士中最棒的一集。
其它的傳媒也喜歡這集。影評家查理·安德斯在2013年替241集《異世奇人》排名。結果，〈玩串真人Show〉／〈背水一戰〉排在第29名，並被屬類為「經典」。《buzzfeed》在同年進行同樣的品評，這合集在83集新版《異世奇人》中位列第7。2014年，MTV選出30集最棒的《異世奇人》劇集，〈背水一戰〉排在第15位。

## 資料來源
1. ↑  . BBC.   [2012-03-27]. （原始内容存档于2021-01-25）.
2. ↑  Levine, Ian (Producer).  (DVD documentary).
3. ↑  Writer Robert Holmes, Director David Maloney, Producer Peter Bryant. . Doctor Who. BBC. BBC1. 已忽略未知参数|ended=（建议使用|date=） (帮助); 已忽略未知参数|began=（建议使用|date=） (帮助); |city=被忽略 (帮助)
4. ↑  Writer Steven Moffat, Director Richard Senior, Producer Marcus Wilson. . . 27 August 2011. BBC. BBC One. |city=被忽略 (帮助)
5. ↑  Writer David Whitaker, Director Derek Martinus, Producer Innes Lloyd. . Doctor Who. BBC. BBC1. 已忽略未知参数|ended=（建议使用|date=） (帮助); 已忽略未知参数|began=（建议使用|date=） (帮助); |city=被忽略 (帮助)
6. ↑  Writer Eric Saward, Director Matthew Robinson, Producer John Nathan-Turner. . Doctor Who. BBC. BBC1. 已忽略未知参数|ended=（建议使用|date=） (帮助); 已忽略未知参数|began=（建议使用|date=） (帮助); |city=被忽略 (帮助)
7. ↑  Writer Russell T Davies, Director Graeme Harper, Producer Phil Collinson. . . 8 July 2006. BBC. BBC One. |city=被忽略 (帮助)
8. ↑  . BBC.   [2012-03-27]. （原始内容存档于2012年2月5日）.
9. ↑  Writer Steven Moffat, Director Hettie MacDonald, Producer Phil Collinson. . . 9 June 2007. BBC. BBC One. |city=被忽略 (帮助)
10. ↑  . Doctor Who Magazine: Series One Companion (11 - Special Edition). 2005-08-31: 93.
11. 1 2  . BBC News. 2005-04-04  [2013-01-19]. （原始内容存档于2017-08-05）.
12. ↑  . Yorkshire Evening Post. 2010-06-15  [2013-01-19]. （原始内容存档于2013-11-05）.
13. ↑  Kelly, Stephan. . The Guardian. 2011-07-21  [2013-01-19]. （原始内容存档于2013-07-18）.
14. ↑  Aldridge, Mark; Murray, Andy. . Reynolds & Hearn Ltd. 2008-11-30: 196–197. ISBN 978-1-905287-84-0.
15. ↑  Timms, Dominic. . The Guardian. 2005-06-20  [2012-03-29].
16. ↑  Russell, Gary. . London: BBC Books. 2006: 139. ISBN 978-0-563-48649-7.
17. 1 2  . SFX.   [2013-01-19]. （原始内容存档于2005年10月16日）.
18. ↑  Wilkins, Alasdair. . io9. 2009-11-27  [2013-01-19]. （原始内容存档于2014-11-08）.
19. 1 2  Wilkins, Alasdair. . io9. 2010-01-01  [2013-01-19]. （原始内容存档于2015-09-13）.
20. ↑  "Every Single Doctor Who Story, Ranked from Best to Worst" （页面存档备份，存于） io9. com 2013 11 20
21. ↑  "Ranking Every Episode Of The Modern "Doctor Who"" （页面存档备份，存于） buzzfeed.com 2013 11 23
22. ↑  "30 ‘Doctor Who’ Episode That Will Make You A Whovian In No Time" （页面存档备份，存于） mtv.com 2014 8 13

## 外部連結
- "The Parting of the Ways" 在 BBC《異世奇人》的主頁
- "Bad Wolf" / "The Parting Of The Ways" 在 異世奇人: 時間（旅行）簡史
- "Bad Wolf" / "The Parting of the Ways" 在 異世奇人參考導覽
- "The Parting of the Ways"  在 Outpost Gallifrey
- Doctor Who Confidential （页面存档备份，存于） — Episode 13: The Final Battle
- "They survived through me." （页面存档备份，存于） — Episode trailer for "The Parting of the Ways"
- Watch the regeneration at the BBC website （页面存档备份，存于）
- 互联网电影数据库上背水一戰的资料（英文）